# دلهره‌آور - فیلمی بی‌رحمانه
دلهره‌آور - فیلمی بی‌رحمانه (سوئدی: Thriller – en grym film) یک فیلم بهره‌کشی اکشن رزمی در مایهٔ تجاوز و انتقام محصول سال ۱۹۷۳ است. از بازیگران آن می‌توان به کریستینا لیندبری و هاینس هوپف اشاره کرد.
این فیلم کالت که به دلیل صحنه‌های بی‌پردهٔ خشن و جنسی در سوئد توقیف شد، منبع الهامی برای کوئنتین تارانتینو در ساخت بیل را بکش بوده‌است.